# Artur Magdziarz
Artur Magdziarz (ur. 15 listopada 1961 w Lublinie, zm. 8 listopada 2023 w Szczecinie) – polski artysta fotograf. Członek Fotoklubu Zamek Szczecin. Członek Szczecińskiego Towarzystwa Fotograficznego.

## Życiorys
Artur Magdziarz był absolwentem VI Liceum Ogólnokształcącego w Lublinie, ukończył Wyższą Szkołę Morską w Szczecinie (Wydział Mechaniczny) – związany ze szczecińskim środowiskiem fotograficznym, mieszkał i pracował w Szczecinie – fotografował od początku lat 70. XX wieku. Szczególne miejsce w jego twórczości zajmowała fotografia pejzażowa oraz fotografia architektury. Artur Magdziarz był fotografem podróżnikiem, przemierzył wiele krajów Afryki, Ameryki, Azji i Europy – z każdej wyprawy sporządzając obszerną dokumentację fotograficzną (fotografia miejsc, krajobrazów, architektury, ludzi).  
Artur Magdziarz był autorem i współautorem wielu wystaw fotograficznych; indywidualnych i zbiorowych, poplenerowych oraz pokonkursowych. Otrzymał wiele akceptacji, nagród, wyróżnień, dyplomów i listów gratulacyjnych. Był organizatorem, współorganizatorem oraz uczestnikiem wielu plenerów fotograficznych. Był członkiem jury w krajowych i międzynarodowych konkursach fotograficznych oraz prowadził warsztaty fotograficzne dotyczące (między innymi) cyfrowej obróbki zdjęć.  
W 2006 roku został przyjęty w poczet członków Fotoklubu Rzeczypospolitej Polskiej Stowarzyszenia Twórców. Decyzją Komisji Kwalifikacji Zawodowych Fotoklubu RP, otrzymał dyplom potwierdzający kwalifikacje do wykonywania zawodu artysty fotografa, fotografika (legitymacja nr 213). W 2008 roku (wspólnie z Andrzejem Kutysem) był współtwórcą audycji Radiowego Magazynu Fotograficznego Migawka Polskiego Radia Szczecin, którą współprowadził do 2013 roku. Prace Artura Magdziarza zaprezentowano w Almanachu (1995–2017), wydanym przez Fotoklub Rzeczypospolitej Polskiej Stowarzyszenie Twórców. W działalności Fotoklubu RP uczestniczył do 2021.  
Został pochowany 13 listopada 2023 na cmentarzu Centralnym w Szczecinie. 